# Borgarting lagmannsrett

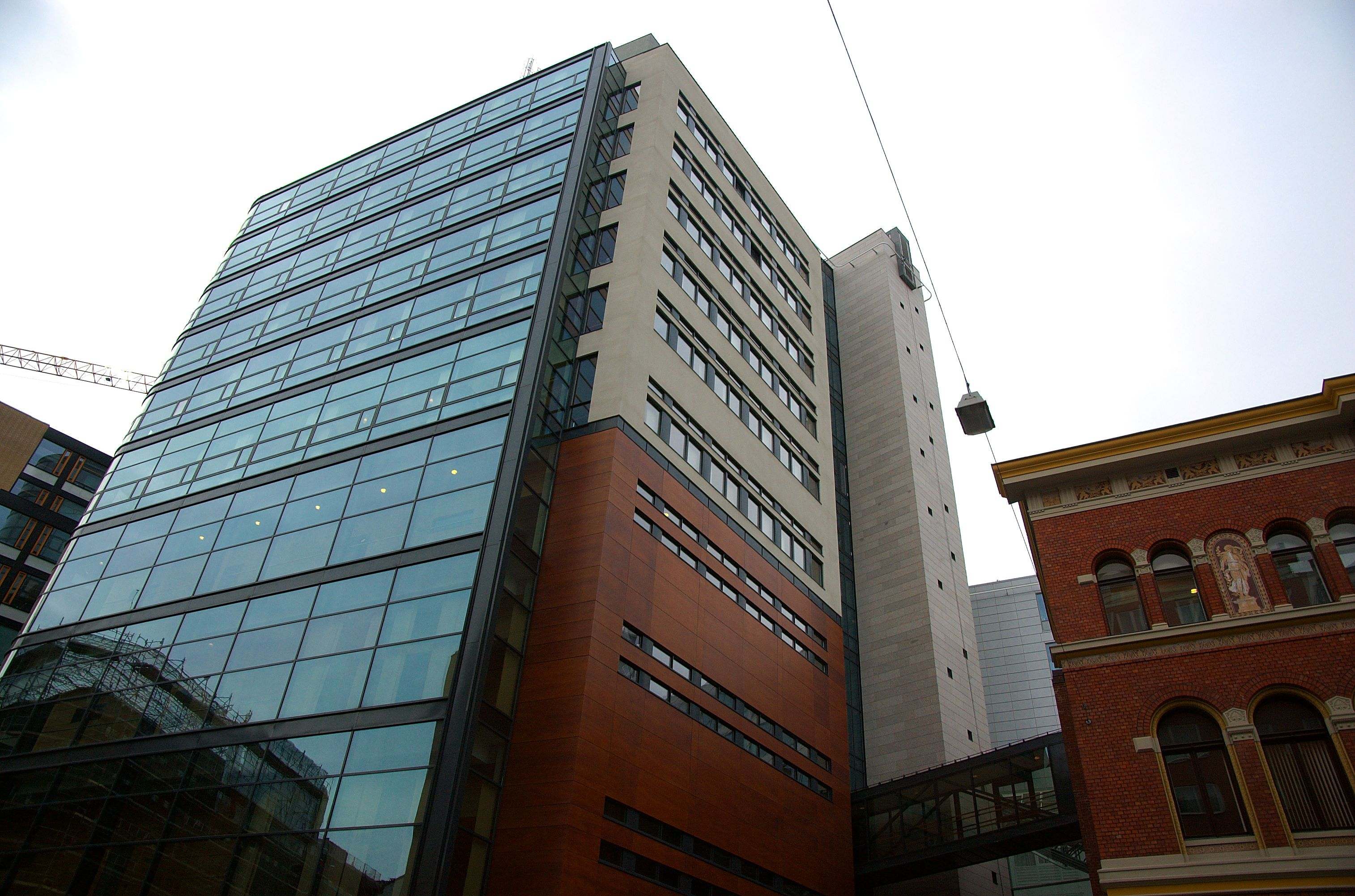
Het gerechtsgebouw in Oslo

Borgarting lagmannsrett is een Noors lagmannsrett met zetel in Oslo. Het gerecht, vergelijkbaar met een Hof van beroep in België of een gerechtshof in Nederland, is bevoegd voor beroepszaken in zowel straf- als civiele zaken tegen uitspraken van de 12 tingretter in het ressort. Het ressort omvat de fylke Oslo en het grootste deel van Viken, met uitzondering van het historische Romerike. Tot 1995 was het ressort onderdeel van Eidsivating lagmannsrett, dat in dat jaar werd gesplitst waarbij Borgarting de naam voor Oslo en omgeving werd. Naast Oslo houdt het gerecht zitting in Drammen en Sarpsborg.

## Indeling in tingretter
| 1. Asker og Bærum tingrett in Sandvika 2. Drammen tingrett in Drammen 3. Follo tingrett in Ski 4. Fredrikstad tingrett in Fredrikstad 5. Halden tingrett in Halden 6. Hallingdal tingrett in Nesbyen | 1. Heggen og Frøland tingrett in Mysen 2. Kongsberg og Eiker tingrett in Hokksund en Kongsberg 3. Moss tingrett in Moss 4. Oslo tingrett in Oslo 5. Ringerike tingrett in Hønefoss 6. Sarpsborg tingrett in Sarpsborg |